# Programma Shuttle-Mir

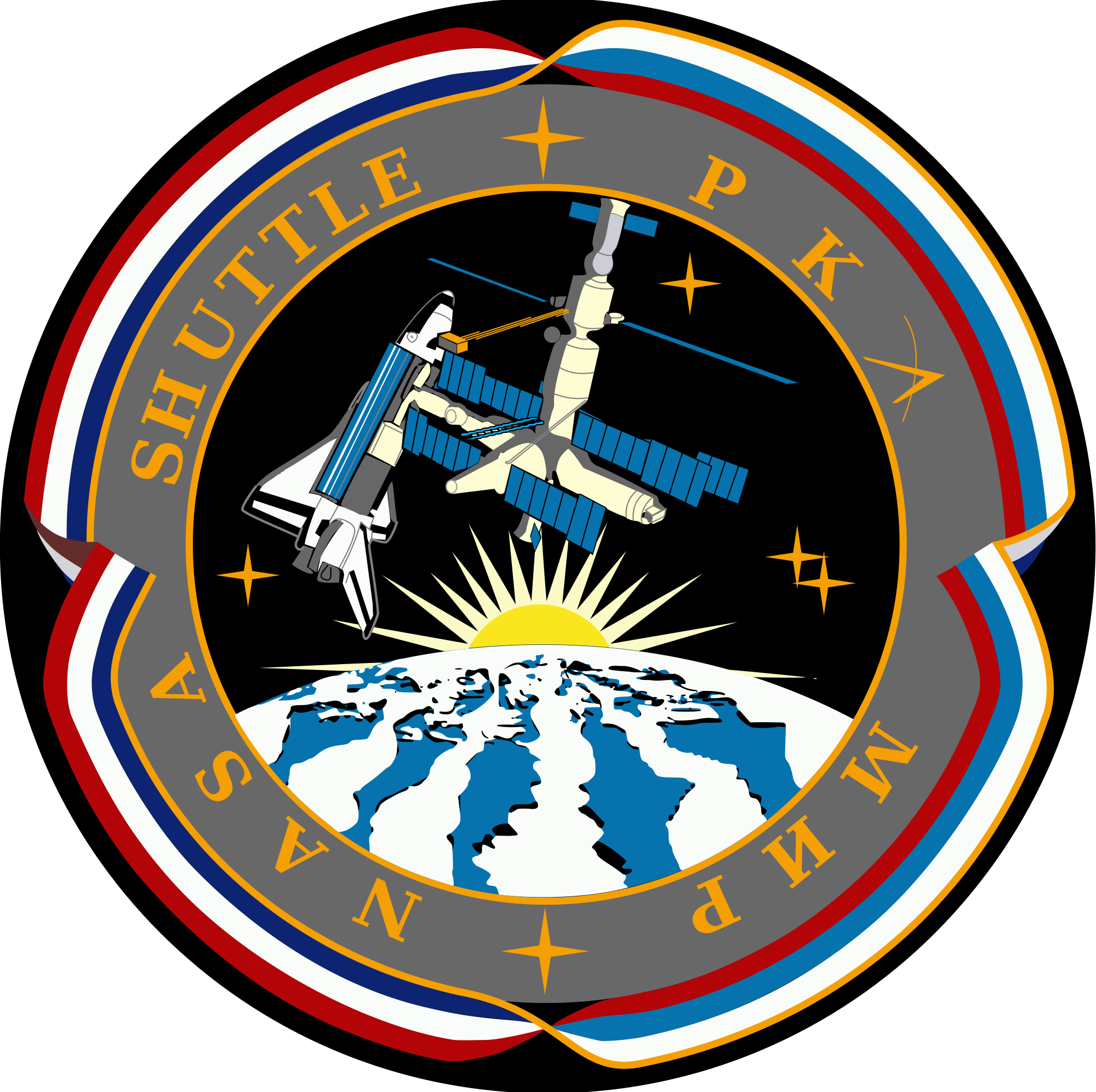
Logo ufficiale NASA del programma.

Il Programma Shuttle-Mir fu un programma spaziale collaborativo tra l'Unione Sovietica e gli Stati Uniti consistente in una serie di visite effettuate dallo Space Shuttle statunitense alla stazione spaziale russa Mir. Durante queste missioni i cosmonauti russi ebbero la possibilità di visionare lo Shuttle e gli astronauti statunitensi di soggiornare a bordo della Mir.
Il programma, chiamato anche Phase One, fu pensato per incrementare le conoscenze degli Stati Uniti sui voli spaziali a lunga durata attingendo dall'esperienza russa e per promuovere uno spirito di collaborazione tra le due superpotenze e le loro rispettive agenzie spaziali, NASA e RKA, in preparazione ad ulteriori cooperazioni. Queste esperienze, in particolare, portarono alla successiva costruzione della Stazione spaziale internazionale che fu prevista nella Phase Two. Il programma fu annunciato nel 1993, iniziò con la prima missione nel 1994 e continuò fino al suo completamento avvenuto nel 1998, comprese undici missioni Shuttle, un volo unito con la Sojuz e più di 1.000 giorni trascorsi nello spazio per gli astronauti statunitensi in sette spedizioni distinte.
Durante i quattro anni di durata del programma, le due nazioni raggiunsero molti traguardi relativi ai voli spaziali, tra cui il primo astronauta statunitense ad essere lanciato su una navetta Sojuz e la prima passeggiata spaziale americana compiuta usando una tuta spaziale russa Orlan.
Il programma fu tuttavia funestato da vari problemi di sicurezza, il più grave dei quali fu una collisione ed un conseguente incendio a bordo della stazione Mir. Si riscontrarono inoltre problemi finanziari, a causa dei ridotti budget del programma spaziale russo e preoccupazioni sulle capacità degli amministratori del programma. Nonostante questo, entrambe le nazioni aumentarono di molto le proprie esperienze e conoscenze sulle capacità di soggiorno a lunga durata nello spazio e nella costruzione e gestione di una stazione spaziale. Ciò si è ripercosso positivamente nella successiva costruzione della Stazione spaziale internazionale.

## Storia

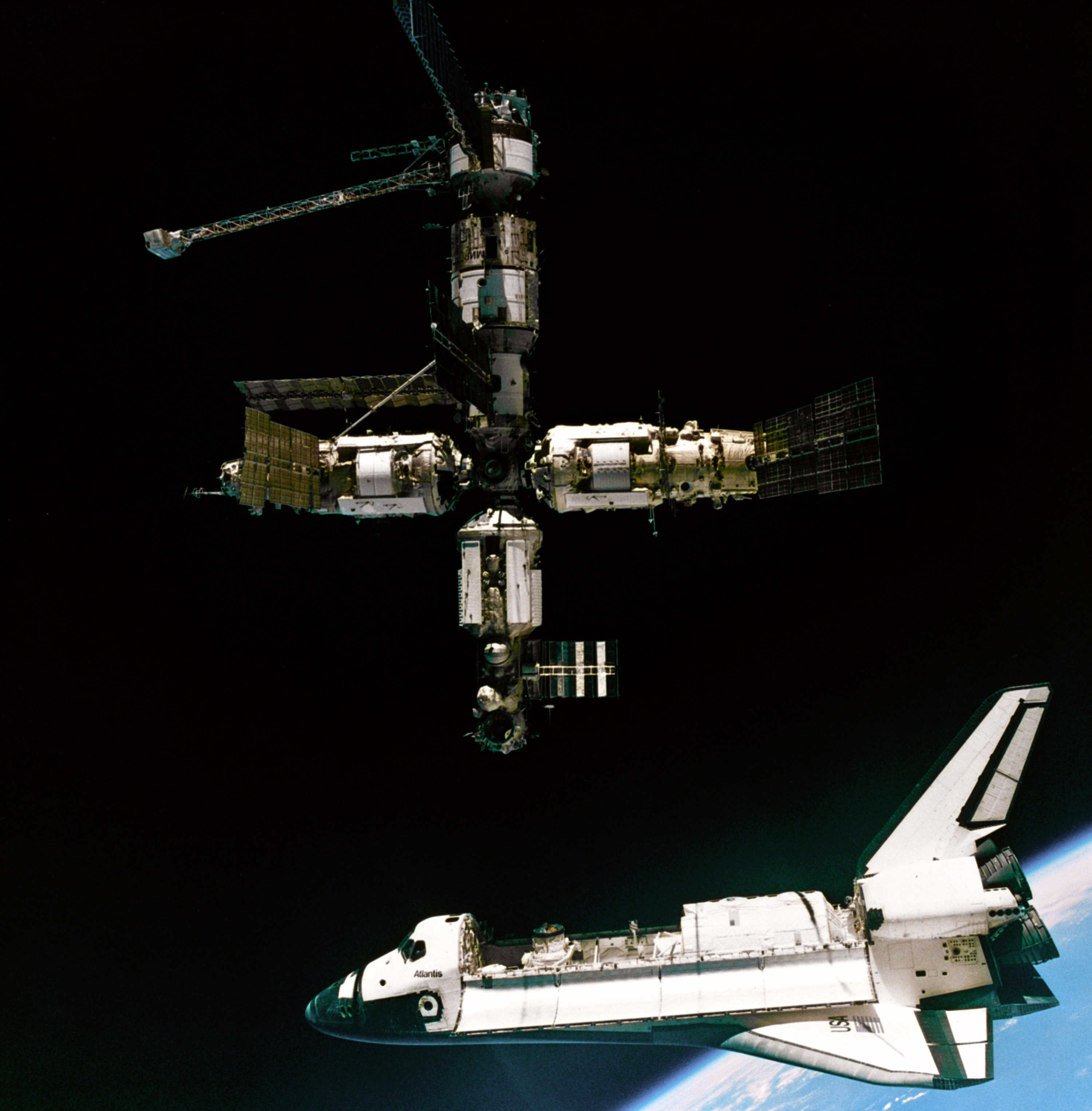
Atlantis si allontana dalla Mir.

Anche se il programma Shuttle-Mir era stato concepito come un inizio di un rapporto di collaborazione tra le due superpotenze per la costruzione della Stazione Spaziale Internazionale (ISS), esso rappresentava l'unione di vari progetti di stazione spaziale che traevano origine nel periodo della guerra fredda.
Durante i primi anni ottanta, la NASA aveva in programma di lanciare una stazione modulare spaziale denominata Freedom, come contropartita per le Salyut sovietiche e la Mir. Allo stesso tempo, i sovietici stavano progettando di costruire la Mir-2 in sostituzione di Mir.
Tuttavia, a causa di restrizioni del budget e di vincoli di progettazione, il progetto Freedom non progredì mai e la caduta dell'Unione Sovietica portò alla fine della guerra fredda e della relativa corsa allo spazio. Il caos economico post-sovietico in Russia portò alla cancellazione di Mir-2, nonostante il suo blocco di base, il DOS-8, fosse già stato completato. Analoghe difficoltà di bilancio vennero riscontrate da altre nazioni che avevano progettato la costruzione di una stazione spaziale, spingendo così gli amministratori statunitensi ad avviare negoziati, nei primi anni novanta, con Europa, Russia, Giappone e Canada per avviare una collaborazione internazionale per lo sviluppo di una stazione spaziale comune.
Nel giugno 1992, il Presidente degli Stati Uniti George Bush e il Presidente della Federazione Russa Boris Yeltsin, si accordarono su un programma di cooperazione in ambito spaziale firmando il trattato "Agreement between the United States of America and the Russian Federation Concerning Cooperation in the Exploration and Use of Outer space for Peaceful Purposes". Questo accordo prevedeva l'istituzione di un programma congiunto durante il quale un astronauta statunitense sarebbe stato ospitato sulla stazione Mir e due cosmonauti russi su uno Space Shuttle. Nel settembre 1993 il vice presidente statunitense Al Gore e il primo ministro russo Viktor Chernomyrdin annunciarono la costruzione di una nuova stazione spaziale, chiamata in seguito Stazione spaziale internazionale o ISS. Inoltre, in preparazione a questo progetto, gli Stati Uniti sarebbero stati coinvolti, negli anni successivi, nel programma Mir, sotto il nome in codice di Phase One (la costruzione della ISS avrebbe avuto come nome in codice Phase Two).
Nel corso del programma vennero effettuati undici voli dello Shuttle verso la stazione, trasportando gli equipaggi di ricambio, portando un modulo di aggancio e un nuovo gruppo di pannelli solari, oltre che alla conduzione di moltissimi esperimenti a bordo della stazione spaziale. Vennero lanciati anche due nuovi moduli della Mir (Spektr e Priroda) che vennero usati dagli astronauti statunitensi come abitazioni e come laboratori per gli esperimenti. Queste missioni permisero alla NASA e alla RKA di apprendere moltissimo sulla collaborazione spaziale con partner internazionali e su come minimizzare i rischi connessi all'assemblaggio di una grande struttura in orbita.
Oltre ai progressi scientifici, questo programma venne utilizzato come stratagemma politico dal governo statunitense per ottenere un canale diplomatico e permettere così alla NASA di prendere parte al finanziamento del programma spaziale Russo. Di conseguenza, il governo russo poté mantenere la Mir operativa, continuare il programma spaziale e assicurare la sua amicizia verso gli Stati Uniti.

### Spedizioni

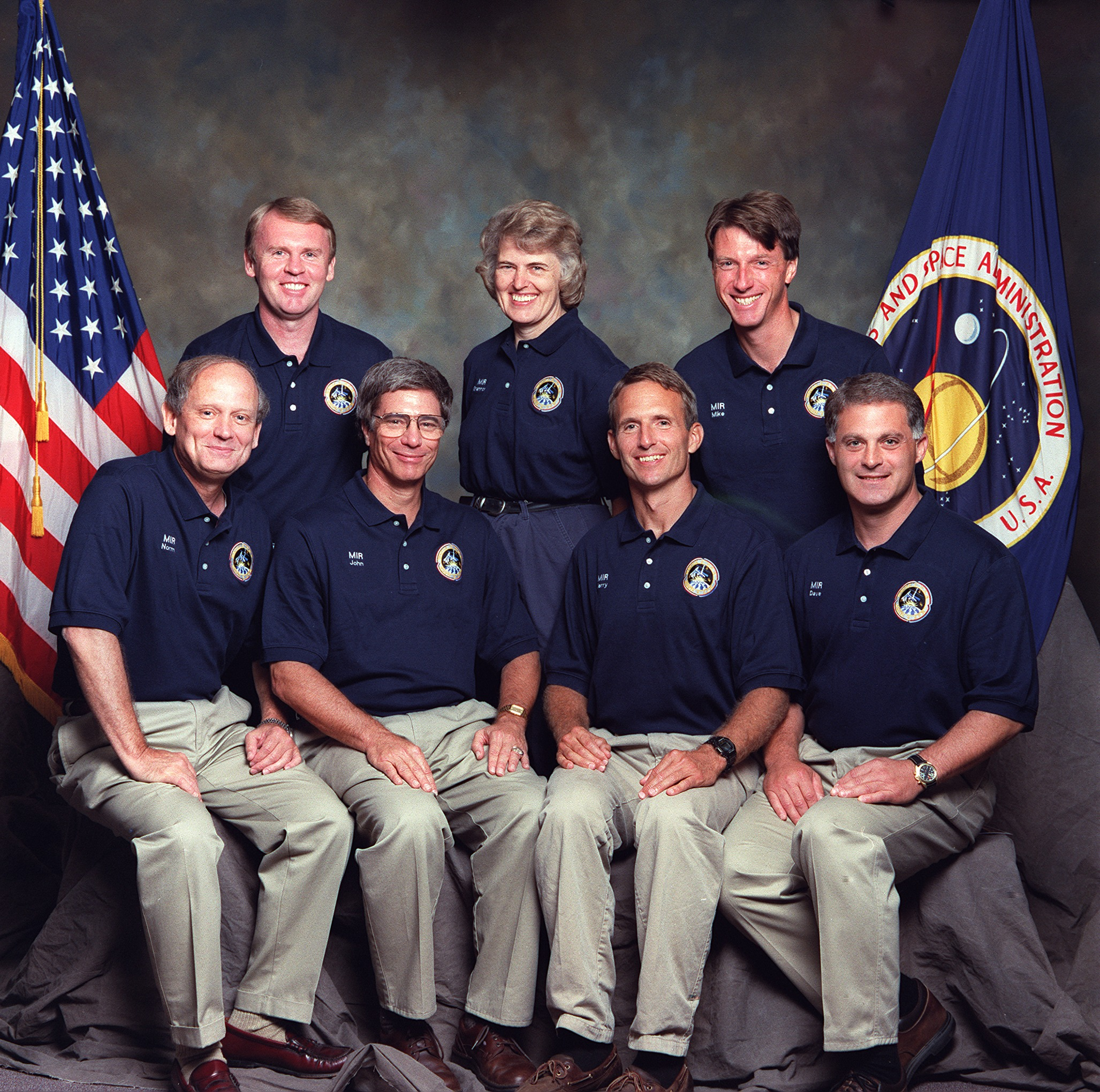
I sette astronauti statunitensi che hanno compiuto voli a lunga durata (Increments) a bordo della Mir.

In aggiunta ai voli dello Shuttle verso la Mir, la Phase One comprese anche sette spedizioni (Increments) alla stazione e cioè voli a lunga durata a bordo della Mir effettuati da astronauti statunitensi. I sette astronauti che vi presero parte, Norman Thagard, Shannon Lucid, John Blaha, Jerry Linenger, Michael Foale, David Wolf e Andrew Thomas giunsero alla Città delle Stelle in Russia per l'addestramento alle operazioni della Mir e della Sojuz, quest'ultima utilizzata per il trasporto da e verso la stazione, oltre a esercitazioni in vista delle passeggiate spaziali e lezioni di russo per comunicare con i cosmonauti e il controllo missione.
Durante le spedizioni furono condotti vari esperimenti, tra cui la crescita di piante e di cristalli in microgravità e vennero riprese centinaia di fotografie della Terra. Gli astronauti, inoltre, prestarono assistenza nella manutenzione e nelle riparazioni della stazione a seguito di vari incidenti che comportarono incendi, collisioni, perdite di potenza, rotazioni incontrollate e fughe tossiche.
Complessivamente, gli statunitensi, trascorsero circa un migliaio di giorni a bordo della Mir, acquisendo esperienza nei voli di lunga durata soprattutto in relazione alla psicologia dell'equipaggio e all'organizzazione degli esperimenti a bordo di stazioni spaziali.

### Mir

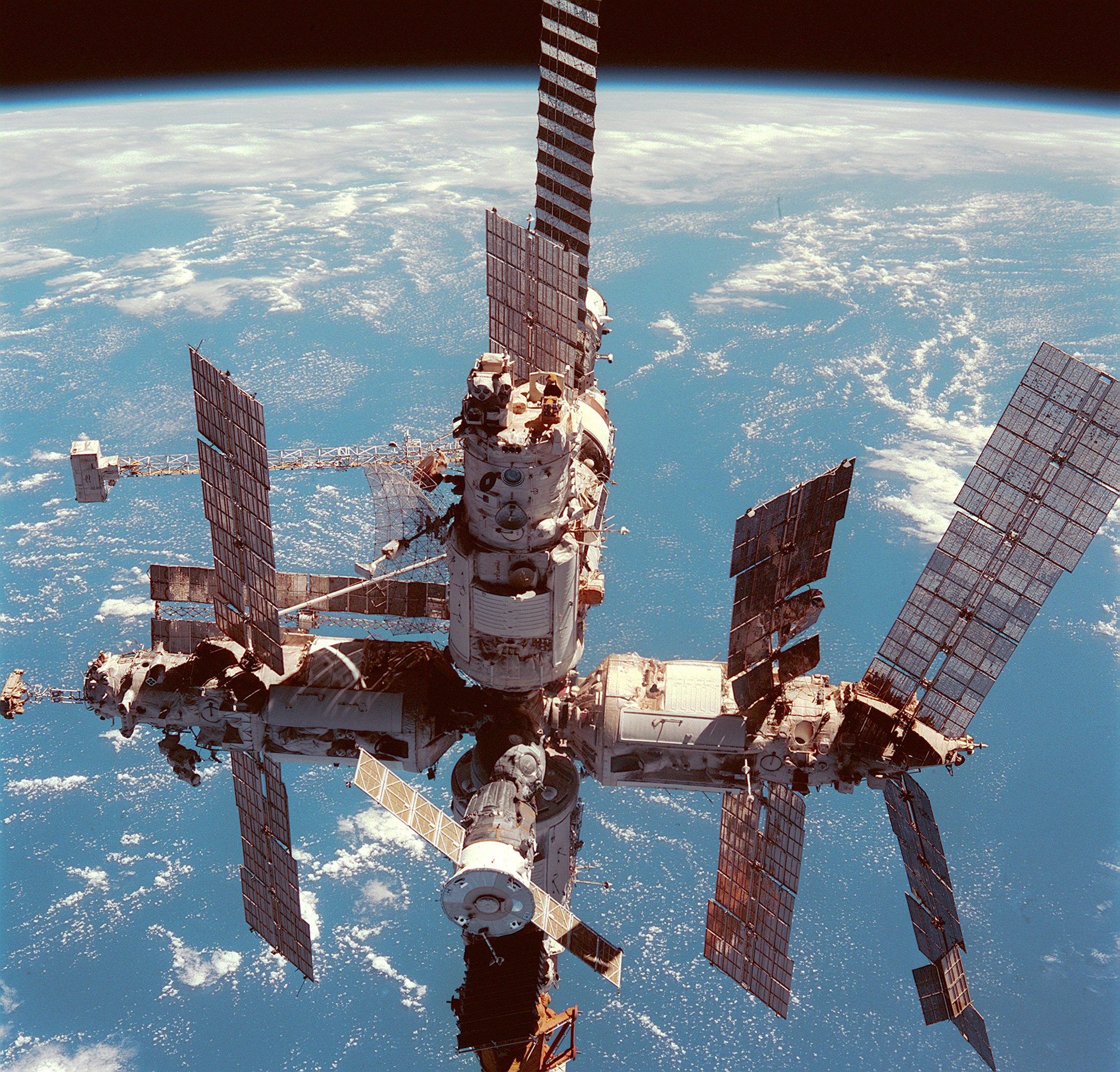
La stazione Mir ripresa dal Discovery durante l'avvicinamento nella missione STS-91.

La Mir fu la prima stazione spaziale modulare in assoluto, costruita tra il 1986 e il 1996, e la prima stazione di ricerca abitata per un lungo periodo dall'uomo. I Russi svilupparono la Mir per utilizzarla come un laboratorio grande e abitabile nello spazio che, attraverso diverse collaborazioni, resero accessibile anche a cosmonauti e astronauti di altri paesi. La stazione terminò le operazioni nel 2001, quando il 23 marzo venne deliberatamente fatta deorbitare affinché fosse disintegrata durante il rientro atmosferico.
La Mir era basata sulla serie di stazioni spaziali Salyut precedentemente lanciate dall'Unione Sovietica (ne vennero lanciate sette dal 1971), e fu rifornita principalmente dalle navette Sojuz con equipaggio e dalle navette automatiche cargo Progress. Secondo le dichiarazioni in merito, sarebbe stata anche la destinazione dei voli dello Shuttle sovietico del Programma Buran, il cui sviluppo venne successivamente interrotto.
Con lo Shuttle attraccato, rappresentava a quel tempo la più grande struttura nello spazio, con una massa combinata di 250 t.

### Space Shuttle

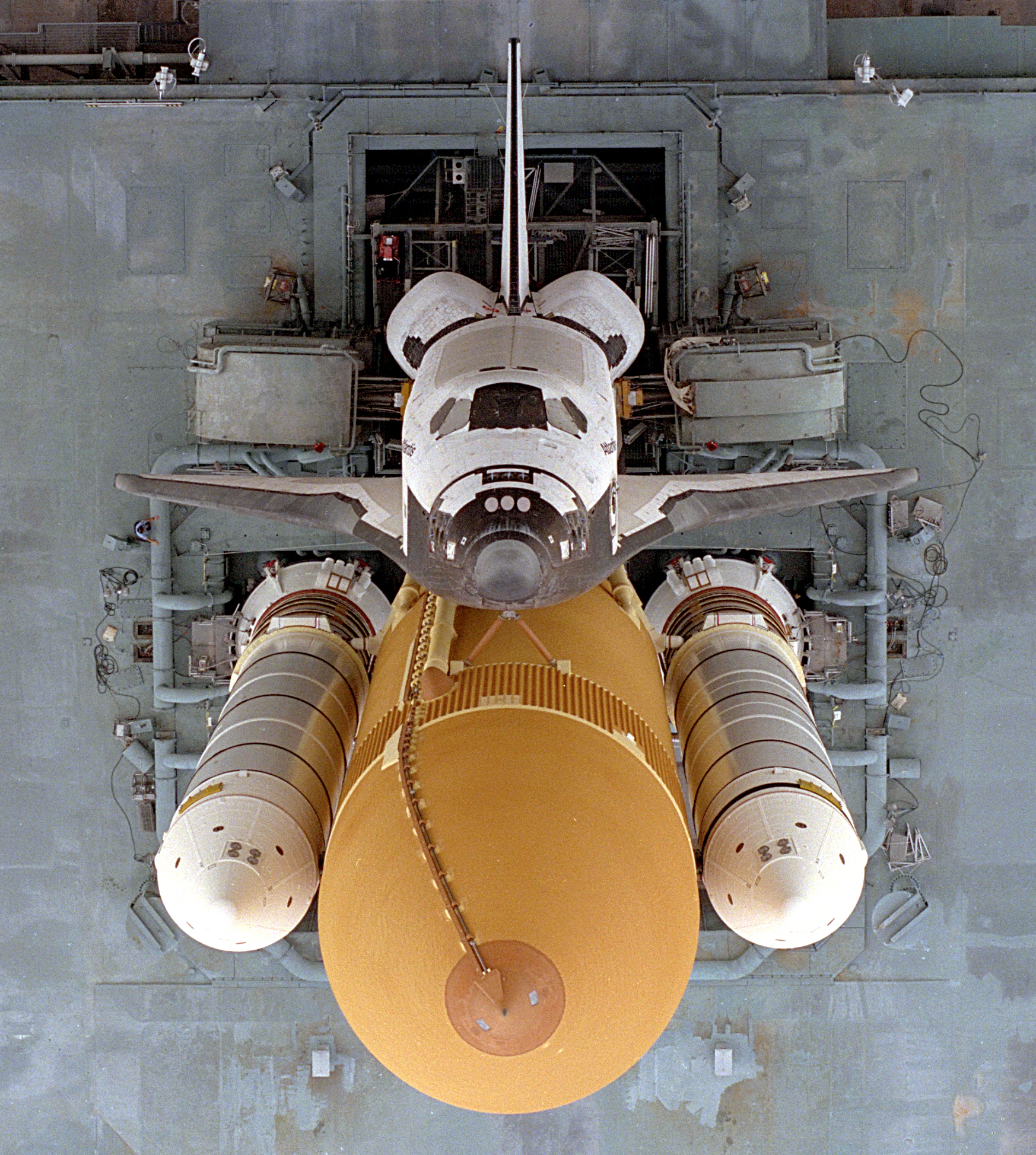
LAtlantis mentre è posizionato sulla Mobile Launcher Platform per la missione STS-79.

Lo Shuttle utilizzato dalla NASA, il cui nome ufficiale è Space Transportation System (STS), è una navetta spaziale con equipaggio degli Stati Uniti. In tutto sono stati costruiti cinque orbiter, di cui ne sono rimasti tre in seguito a due incidenti. L'orbiter viene lanciato verticalmente e trasporta normalmente da cinque a sette astronauti (anche se sono state trasportate anche otto persone, e in caso di necessità si può salire fino ad un totale di undici astronauti) assieme ad un carico utile di circa 22700 kg in orbita terrestre bassa (LEO). Quando la missione è completata, effettua la manovra per de-orbitare grazie all'azionamento dei motori (gli OMS) e rientra nell'atmosfera terrestre. Durante il rientro l'orbiter si comporta come un aliante ed effettua un atterraggio senza propulsione.
Lo Shuttle è il primo veicolo orbitale ad essere stato progettato con una parziale riutilizzabilità. Può trasportare grandi carichi utili in varie orbite e durante il programma Shuttle-Mir fornì la possibilità di ricambiare il personale e trasportò vari rifornimenti, moduli ed equipaggiamento (operazioni che continuano ancora adesso per la Stazione Spaziale Internazionale). Ogni Shuttle è stato progettato per una durata di 100 lanci o 10 anni di vita operativa..
Durante la Phase One, la Mir venne visitata dall'Atlantis, dal Discovery e dall'Endeavour. In particolare l'Atlantis effettuò ben sette missioni dal 1995 al 1997, mentre il Columbia non era in grado di compiere le operazioni necessarie per realizzare il rendezvous a causa dell'inclinazione di 51.6° della stazione spaziale e non era, inoltre, equipaggiato con un airlock esterno, necessario per l'aggancio alla stazione.

## Cronologia

### Inizio di una nuova collaborazione (1994)

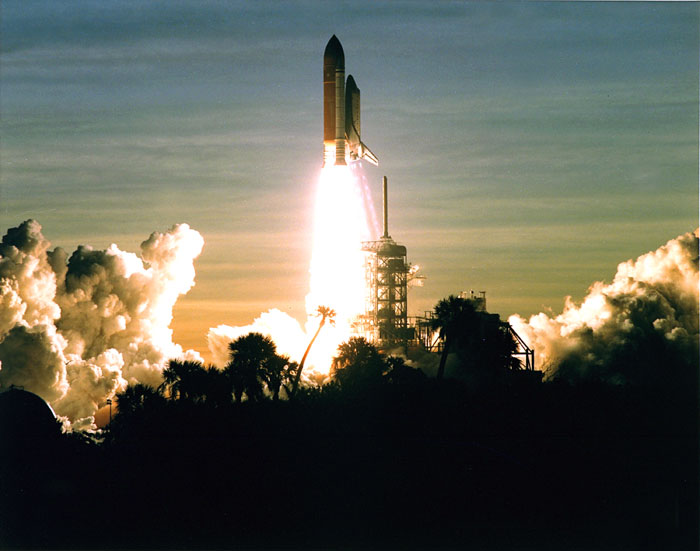
Il programma Shuttle-Mir inizia: il Discovery viene lanciato per la missione STS-60, il primo volo del programma.

La Phase One iniziò il 3 febbraio 1994 con il lancio della 18ª missione del Discovery (STS-60). La missione, di otto giorni, fu la prima in assoluto ad ospitare un cosmonauta russo, Sergej Krikalëv, a bordo dello Shuttle e segnò l'inizio di una nuova era di cooperazione tra le due nazioni, 35 anni dopo l'inizio della corsa allo spazio.
La missione era il secondo volo del modulo Spacehab e segnò il 100° carico scientifico di tipo "Getaway Special" a volare nello spazio. Il Wake Shield Facility, carico principale della missione, era stato progettato per lo studio di nuove tecniche per la creazione di strati di semiconduttore nei componenti elettronici avanzati.
Durante la missione gli astronauti a bordo del Discovery compirono diversi esperimenti sul modulo Spacehab e si unirono ai tre cosmonauti a bordo della Mir, Valerij Vladimirovič Poljakov, Viktor Michajlovič Afanas'ev e Jurij Vladimirovič Usačëv.

### L'America giunge sullaMir(1995)

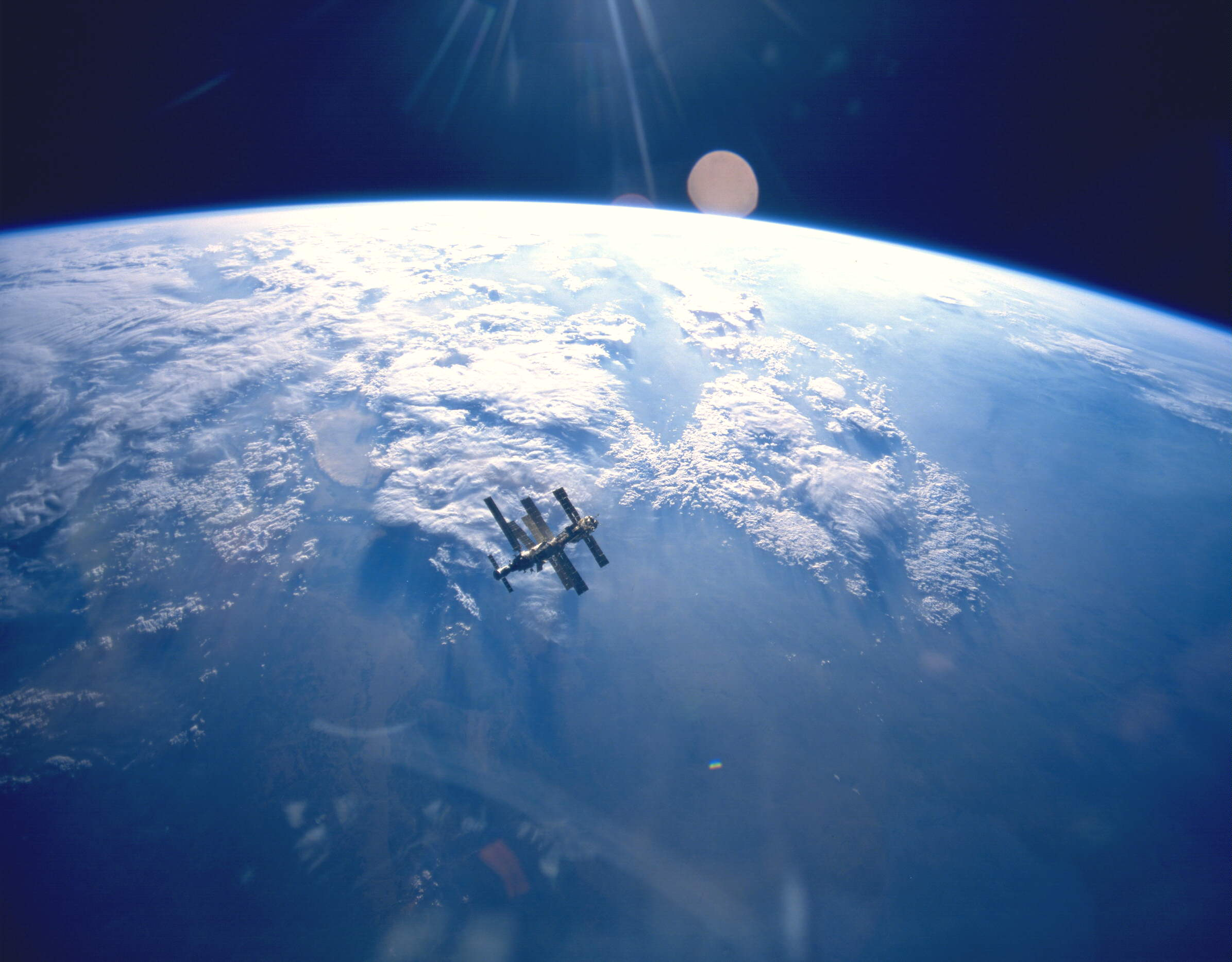
Ripresa della Mir dopo il distacco dellAtlantis alla fine della missione STS-71.

Il 1995 iniziò con il lancio, il 3 febbraio, della missione STS-63, che costituiva il secondo volo della navetta per il programma Shuttle-Mir e il primo volo con un pilota donna, Eileen Collins. Il volo comprese anche il primo rendezvous di uno Shuttle con la Mir che portò il cosmonauta russo Vladimir Titov e il resto dell'equipaggio del Discovery a una distanza di appena 11 metri (37 ft) dalla stazione. La missione, una prova generale per l'aggancio alla stazione prevista nella successiva STS-71, era concepita anche come test di varie tecniche ed equipaggiamenti che sarebbero state usate nella futura missione.
Pochi mesi dopo il volo del Discovery venne lanciata la Sojuz TM-21, dove l'astronauta statunitense Norman Thagard prese parte alla prima spedizione statunitense nella stazione, assieme ai cosmonauti Vladimir Dežurov e Gennadij Strekalov. La spedizione durò 115 giorni, durante i quali venne inviato il modulo scientifico Spektr (che servì anche come modulo abitativo e laboratorio per gli astronauti statunitensi) tramite un razzo Proton che venne agganciato alla Mir assieme a equipaggiamenti scientifici da parte degli Stati Uniti e altre nazioni. L'equipaggio tornò sulla Terra a bordo dell'Atlantis nella prima missione di aggancio tra Shuttle e Mir: STS-71.

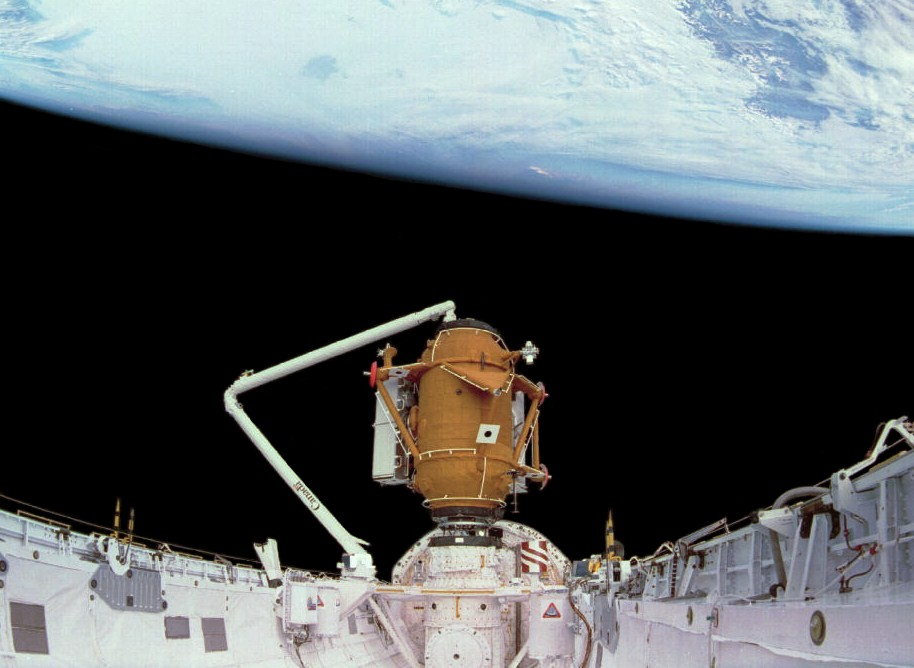
Il modulo di aggancio nella stiva di carico dellAtlantis durante la missione STS-74, pronto per essere collegato al modulo Kristall della stazione.

Gli obiettivi primari della STS-71, lanciata il 27 giugno, furono di effettuare il rendezvous ed effettuare il primo aggancio, il primo tra veicoli spaziali delle due nazioni dopo il Programma test Apollo-Sojuz del 1975.
Dopo l'aggancio, vennero trasferiti sulla stazione i due cosmonauti russi Anatolij Jakovlevič Solov'ëv e Nikolaj Michajlovič Budarin. Oltre a ciò vennero portati rifornimenti per la stazione e degli esperimenti scientifici russo-statunitensi a bordo di un modulo Spacehab. Inoltre venne prelevato l'astronauta Norman Thagart assieme al resto dell'equipaggio precedente per essere riportato sulla Terra.
L'ultimo volo del 1995, con la missione STS-74, iniziò il 12 novembre con il lancio dell'Atlantis. Questa missione portò il modulo di aggancio russo sulla stazione assieme a una nuova coppia di pannelli solari e aggiornamenti hardware. Il modulo di aggancio era stato progettato per fornire un maggiore scarto per gli Shuttle in modo da evitare collisioni con i pannelli solari della stazione durante gli agganci, un problema che era stato superato durante la STS-71 riposizionando il modulo Kristall. Durante il volo, dove prendeva parte per la prima volta un astronauta canadese a bordo dello Shuttle (Chris Hadfield), vennero trasferiti dalla stazione all'Atlantis circa 1.000 libbre di acqua, e campioni scientifici tra cui sangue, urina e saliva.

### Priroda, incendio e collisione (1996-1997)

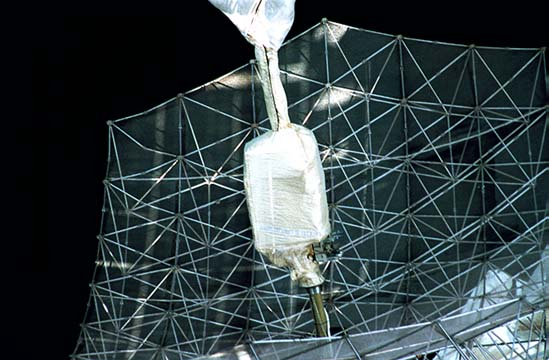
Ripresa dell'antenna radar del modulo Priroda durante la STS-79.

Nel 1996, con la missione STS-76 lanciata il 22 marzo, iniziò la seconda spedizione statunitense sulla Mir a cui partecipò l'astronauta Shannon Lucid. La terza missione di aggancio, che impiegò nuovamente l'Atlantis, dimostrò le capacità logistiche dello Spacehab e servì per trasferire Lucid sulla stazione ed effettuare alcune passeggiate spaziali, necessarie per aumentare l'esperienza nelle missioni di assemblaggio che sarebbero state necessarie per la costruzione della ISS.
Lucid fu la prima donna statunitense a vivere sulla stazione, segnando il record di permanenza di 188 giorni (anche a causa di un'estensione della missione di sei settimane dovuta ad inconvenienti con i Solid Rocket Boosters dello Shuttle). Durante il soggiorno, il modulo Priroda, con circa 2200 libbre di hardware scientifico venne agganciato alla Mir. Lucid utilizzò il modulo Priroda assieme al modulo Spektr per effettuare 28 esperimenti scientifici e come area abitabile.

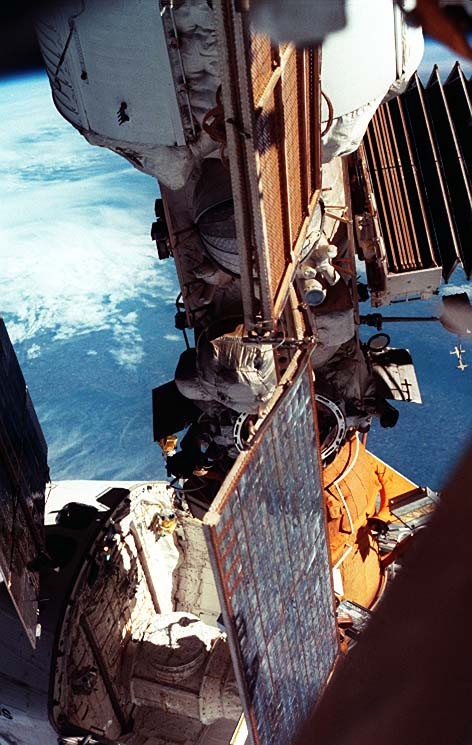
LAtlantis agganciato alla Mir durante la missione STS-81. È visibile il compartimento dell'equipaggio, il naso e una parte della stiva di carico dell'Atlantis dietro il modulo Kristall e il modulo di aggancio.

La permanenza di Lucid sulla stazione terminò con il volo STS-79 dell'Atlantis che venne lanciato il 16 settembre. La missione fu la prima a trasportare due moduli Spacehab. Vennero trasferite 4.000 libbre di rifornimenti alla stazione, tra cui l'acqua generata dalle celle a combustibile dello Shuttle.
In questo quarto aggancio venne trasferito anche John Blaha nella stazione per prendere posto come astronauta statunitense. Durante il periodo trascorso a bordo della Mir vennero effettuate due passeggiate spaziali per rimuovere i connettori elettrici da un pannello solare vecchio di 12 anni e riconnetterli ad un nuovo pannello solare recentemente installato. In tutto, Blaha passò quattro mesi sulla stazione con i cosmonauti dell'equipaggio Mir-22, effettuando esperimenti biologici e sulla meccanica dei fluidi prima di ritornare a Terra a bordo dell'Atlantis con il volo STS-81.
L'anno 1997 fu molto intenso il programma e iniziò con il volo STS-81 per la sostituzione di Blaha con Jerry Linenger. Durante questo quinto aggancio l'equipaggio dell'Atlantis portò dei rifornimenti e trasportò a Terra le prime piante che avevano completato un ciclo vitale interamente nello spazio: un raccolto di grano piantato da Shannon Lucid. Durante i cinque giorni vennero trasferite 6.000 libbre di materiali verso la stazione e 2400 libbre sullo Shuttle.
Vennero condotti test del Treadmill Vibration Instation and Stabilization System (TVIS), che sarebbe stato installato sul modulo Zvezda della ISS. Inoltre vennero accesi i propulsori per raccogliere dati in modo da studiare il modo con cui sarebbe stata spostata in futuro la ISS (operazione di reboosting).

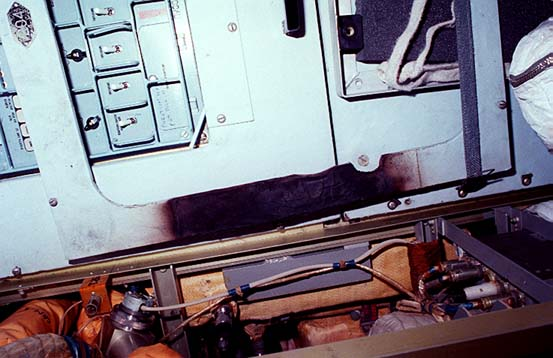
Un pannello bruciato a bordo della Mir dopo l'incendio.

Durante questa spedizione, Linenger divenne il primo statunitense a compiere una passeggiata spaziale da una stazione spaziale straniera con una tuta spaziale russa. Infatti effettuò il primo test della tuta Orlan-M sovietica assieme al cosmonauta Vasily Tsibliyev. Venne effettuato un flyaround della stazione con una navetta Sojuz. La navetta fu sganciata da un portello di attracco della stazione, spostata in un'altra zona della Mir e riagganciata ad un diverso attracco. Tra le altre cose, questa operazione rese Linenger il primo statunitense ad aver effettuato lo sgancio da una stazione spaziale con due diverse navette (Shuttle e Sojuz).
Durante la permanenza di Linenger, i suoi compagni Cyblijev e Lazutkin dovettero affrontare numerosi problemi, tra cui il peggiore incendio scoppiato su un veicolo orbitante, provocato da un dispositivo di backup per la generazione dell'ossigeno, avarie di vari sistemi di bordo, una sfiorata collisione con una navetta cargo Progress durante il test di un sistema di attracco manuale e, infine, una perdita totale di energia elettrica che provocò una perdita di controllo di assetto, risultante in una serie di giravolte incontrollate nello spazio.
Linenger venne sostituito da Michael Foale, trasportato con la missione STS-84 dell'Atlantis assieme alla specialista di missione russa Elena Vladimirovna Kondakova. L'equipaggio dello Shuttle trasferì 249 oggetti assieme ad acqua, campioni per gli esperimenti, rifornimenti e hardware. Tra essi il generatore di ossigeno, particolarmente importante dopo l'incendio avvenuto il 23 febbraio. Inoltre, vennero raccolti i dati da un sensore europeo progettato per i futuri rendez-vous dell'Automated Transfer Vehicle dell'ESA con la ISS.

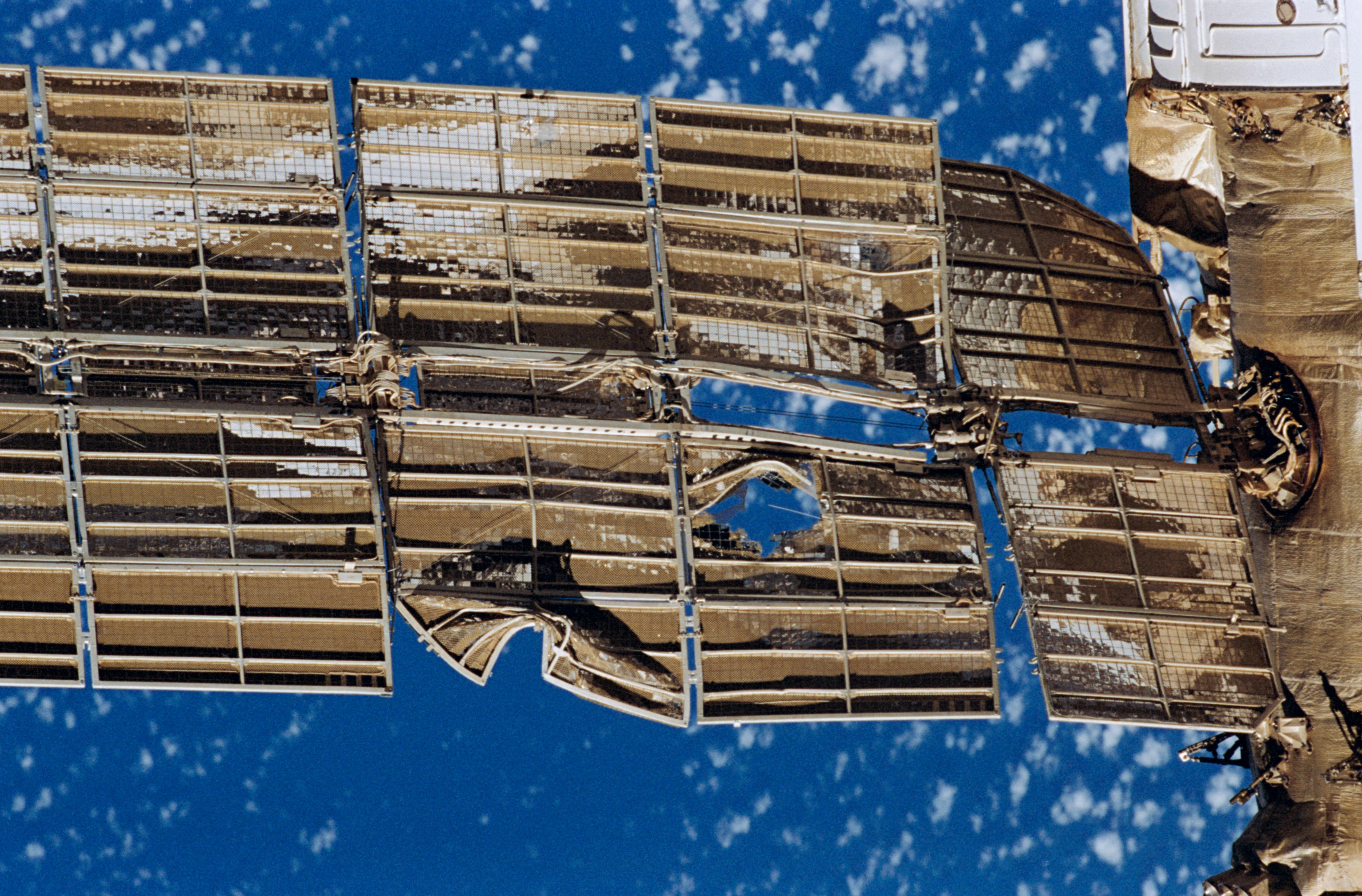
Pannelli solari danneggiati sul modulo Spektr della Mir a seguito della collisione con una navetta Progress avvenuta nel settembre 1997.

La spedizione di Foale procedette normalmente fino al 25 giugno, quando, durante il secondo test del sistema di aggancio manuale della Progress, la navetta entrò in collisione con i pannelli solari del modulo Spektr, scontrandosi con il guscio esterno del modulo. Esso venne bucato e si creò una decompressione della stazione (la prima mai avvenuta). Solo la veloce risposta da parte dell'equipaggio, che tagliò i cavi che portavano al modulo e chiuse il portello dello Spektr, evitò l'evacuazione della stazione a bordo della capsula di salvataggio Sojuz. Grazie ai loro sforzi riuscirono a stabilizzare la pressione dell'aria nonostante la completa depressurizzazione del modulo che conteneva vari esperimenti oltre agli effetti personali di Foale. Fortunatamente il cibo, l'acqua e altri rifornimenti essenziali erano immagazzinati in altri moduli.
Per ripristinare parte dell'energia e i sistemi persi in seguito all'isolamento del modulo e per tentare di localizzare la perdita, il nuovo comandante della stazione Anatolij Jakovlevič Solov'ëv e l'ingegnere di volo Pavel Vladimirovič Vinogradov affrontarono un'operazione rischiosa, entrando nel modulo danneggiato attraverso una passeggiata spaziale e ispezionando i danni.
Dopo il disastro, il congresso degli Stati Uniti e la NASA, preoccupati per l'incolumità dell'equipaggio, considerarono la possibilità di abbandonare il programma, ma l'amministratore NASA Daniel Goldin decise di proseguire il programma. La prossima missione sarebbe stata la STS-86, con a bordo il successivo astronauta ospite della Mir, David Wolf.

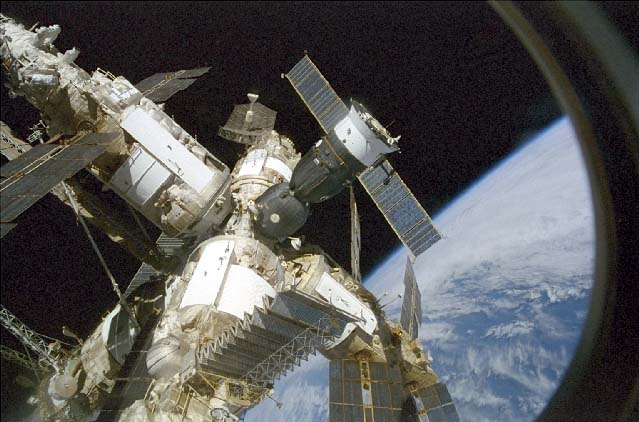
Immagine della Mir ripresa dal finestrino dellAtlantis, mostra alcuni moduli della stazione e la capsula della Soyuz agganciata.

La missione STS-86 effettuò il settimo aggancio con la Mir, l'ultimo del 1997. Titov e Parazynski effettuarono la prima attività extraveicolare congiunta russa-statunitense e per la prima volta un cosmonauta russo indossò una tuta spaziale americana.
L'Atlantis riportò sulla Terra Foale assieme a campioni scientifici, hardware e il vecchio generatore di ossigeno. Originalmente Wolf avrebbe dovuto essere l'ultimo astronauta "Mir", ma fu scelto come sostituto di Wendy Lawrence. Quest'ultimo era stato dichiarato inadatto alla missione a causa delle modifiche ai requisiti russi dopo la collisione della Progress. Le nuove regole richiedevano che tutto l'equipaggio della Mir doveva essere stato allenato e pronto per le camminate spaziali, ma per Lawrence non poté essere preparata una tuta spaziale russa in tempo per il lancio.

### Termine della Phase One (1998)

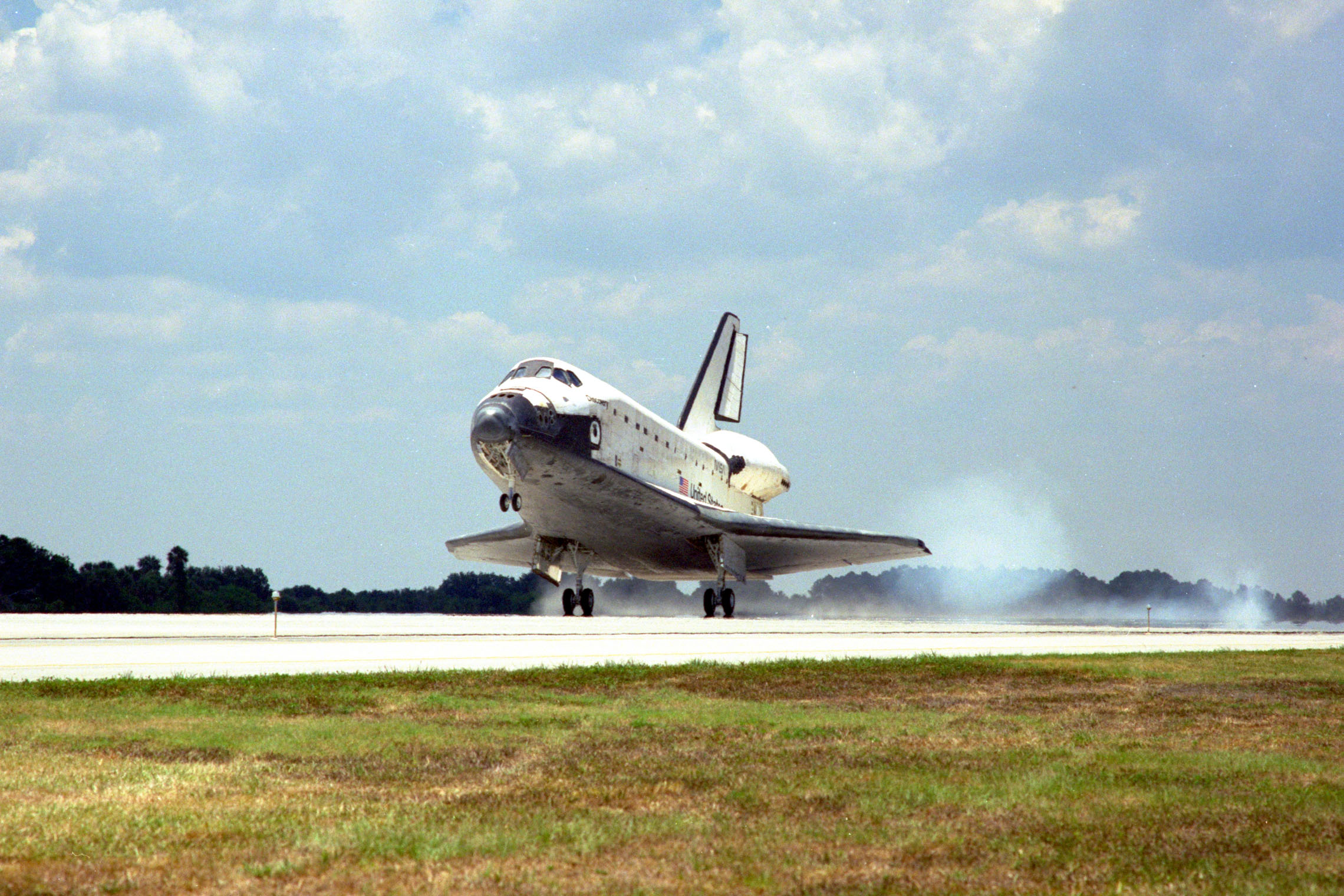
Lo Space Shuttle Discovery atterra al termine della missione STS-91, chiudendo il programma Shuttle-Mir.

L'ultimo anno della Phase One iniziò con il volo dell'Endeavour nella missione STS-89. La missione inviò il cosmonauta Saližan Šakirovič Šaripov e sostituì David Wolf con Andy Thomas, che doveva prendere il posto di Wolf al termine del suo soggiorno di 119 giorni a bordo della stazione.
Durante la spedizione, l'ultima del programma, Thomas lavorò su 27 ricerche scientifiche nell'ambito delle scienze naturali, scienze umane, microgravità e della riduzione dei rischi per la futura ISS. La sua permanenza sulla Mir, considerata la più tranquilla di tutta la Phase One, fu caratterizzata dall'invio di lettere settimanali ("Letters From Outpost"), e il superamento di due traguardi: 907 giorni consecutivi nello spazio per un astronauta statunitense e circa 1.000 giorni di permanenza totale americana.
Thomas fece rientro con l'ultima missione del programma, la STS-91 che chiuse la Phase One. L'equipaggio dello Shuttle e della Mir trasferirono sulla stazione acqua e si scambiarono 4700 libbre di materiale per esperimenti e rifornimenti. Gli esperimenti a lungo termine statunitensi furono trasferiti sull'Discovery e immagazzinati nel ponte medio dello Shuttle e nel modulo Spacehab. Il portello di attracco per lo sgancio dello Shuttle venne chiuso alle 9:07 EDT dell'8 giugno e lo sgancio vero e proprio avvenne alle 12:01 EDT, furono concluse le operazioni della Phase One.

### Phase TwoePhase Three: ISS (1998-2010)

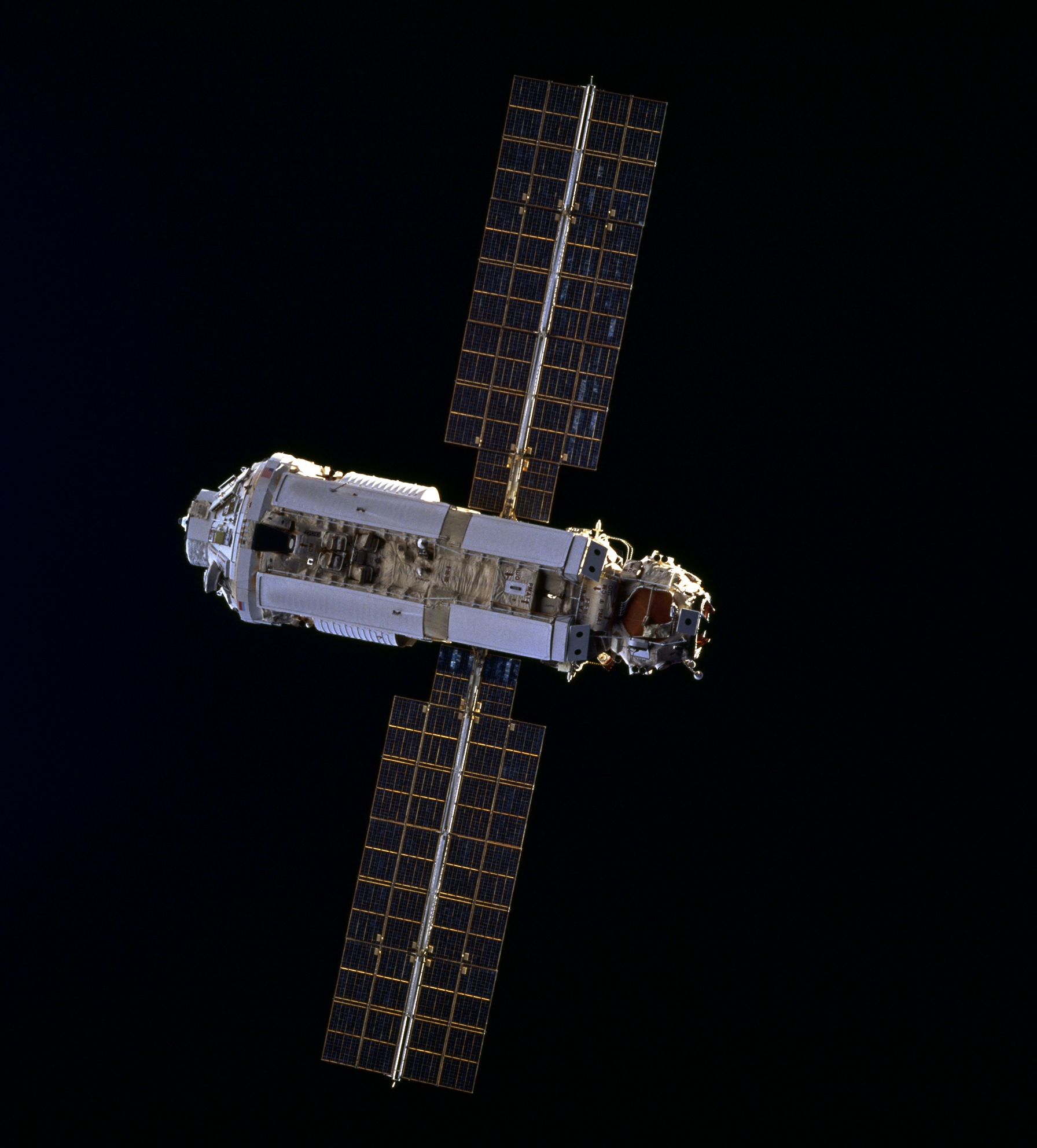
L'eredità della Mir - I moduli centrali della Stazione spaziale internazionale, che costituisce la Phase Two del programma ISS.

Le tecniche apprese e lo sviluppo degli equipaggiamenti durante il programma continueranno ad assistere lo sviluppo dell'esplorazione spaziale con l'inizio della Phase Two il 20 novembre 1998. Quel giorno venne effettuato il lancio del razzo Proton russo che trasportò il primo modulo della Stazione Spaziale Internazionale chiamato Zarja Functional Cargo Block. Questo primo modulo fornisce energia elettrica, capacità di immagazzinamento, propulsione e guida alla stazione ISS durante le prime fasi dell'assemblaggio e funge da supporto.
L'arrivo del modulo-laboratorio Destiny nel 2001 segnò il termine della Phase Two e l'inizio della Phase Three che prevede il completamento della ISS. La Phase Three è attualmente in corso.
La stazione completata comprenderà cinque laboratori e sarà in grado di ospitare sei membri dell'equipaggio. Con oltre mille metri cubi di volume pressurizzato e una massa di 400 tonnellate, sarà grande quasi il doppio della combinazione Shuttle-Mir. Le Phase Two e Three sono pensate per continuare la cooperazione nello spazio e nella ricerca a gravità zero, in relazione ai voli spaziali di lunga durata. I risultati di queste ricerche forniranno informazioni importanti per le spedizioni verso la Luna e Marte.
Dopo la distruzione (intenzionale) della Mir il 23 marzo 2001, l'ISS divenne l'unica stazione spaziale in orbita. L'eredità della Mir sopravvive nella nuova stazione, che unisce cinque agenzie spaziali assieme per l'esplorazione e per la preparazione ai prossimi passi dell'umanità nello spazio: la Luna, Marte e oltre.

## Controversie

### Sicurezza e risultati scientifici
Il programma ricevette molte critiche riguardanti la sicurezza della Mir, in particolare in seguito all'incendio che si sviluppò a bordo della stazione e dopo la collisione con la navetta Progress avvenuto nel 1997.

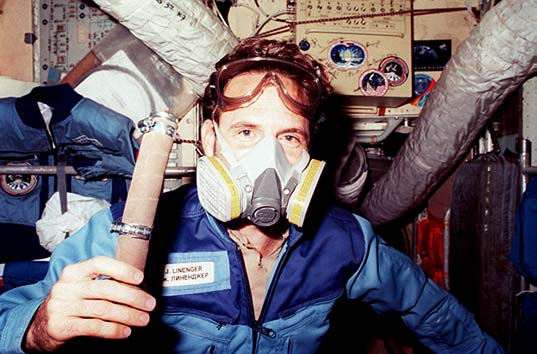
L'astronauta Jerry Linenger che indossa una maschera a seguito dell'incendio.

L'incendio, provocato dal malfunzionamento di un generatore di ossigeno, durò, in base a varie fonti, dai novanta secondi ai quattordici minuti e generò molti fumi tossici che riempirono la stazione e che permasero per circa quarantacinque minuti. L'equipaggio dovette pertanto indossare le maschere respiratorie, alcune delle quali si rivelarono guaste, destando ulteriori motivi di preoccupazione. Inoltre, gli estintori fissati alle pareti non poterono essere rimossi.
L'incendio avvenne durante il cambio dell'equipaggio, quando gli astronauti sulla stazione erano sei invece di tre. Poiché l'incendio bloccava l'accesso a una navetta di salvataggio, se fosse stato necessario evacuare la Mir solo metà delle persone a bordo avrebbe potuto mettersi in salvo. In un precedente caso di incendio, il generatore dell'ossigeno era bruciato solo per pochi secondi e non ci furono, allora, particolari problemi.
Anche la sfiorata collisione e lo scontro con la Progress sollevarono preoccupazioni. Entrambi gli incidenti furono causati dal malfunzionamento dello stesso dispositivo, il sistema di attracco manuale TORU, che all'epoca era sottoposto ancora a test di funzionamento. Questi erano condotti per stabilire la performance di questo sistema, in modo che la sottofinanziata agenzia spaziale russa potesse rimuovere dalle navette Progress il sistema di attracco automatico Kurs. La stampa all'epoca considerò questa tecnologia non testata come un'ulteriore dimostrazione della problematica gestione della Mir.
Gli incidenti portarono a critiche sull'affidabilità della Mir, che era stata progettata originalmente per funzionare per soli cinque anni. La stazione invece venne mantenuta in funzione per tre volte questo periodo di tempo. Durante la Phase One e in seguito ci furono evidenti segni di obsolescenza, tra cui inconvenienti continui ai computer di bordo, perdite di potenza, giravolte nello spazio e perdite nei tubi. Il rifornimento di aria fu inoltre minacciato da varie avarie al sistema di generazione dell'ossigeno. L'astronauta Blaine Hammond affermò che le sue preoccupazioni circa la sicurezza Mir furono ignorate dai funzionari della NASA e che le trascrizioni delle riunioni sulla sicurezza scomparvero.
Alcune controversie furono causate dalle stime del ritorno scientifico del programma, in particolare a seguito della perdita del modulo scientifico Spektr. Vari astronauti, manager e membri della stampa considerarono che i benefici del programma non furono controbilanciati dai rischi associati, specialmente considerando il fatto che la maggior parte degli esperimenti erano contenuti nel modulo danneggiato dall'incidente. Una grande quantità di materiale scientifico degli statunitensi venne reso inaccessibile, riducendo di molto il numero degli esperimenti che potevano essere effettuati sulla stazione.
I problemi di sicurezza portarono la NASA a riconsiderare il futuro del programma e, anche se alla fine fu deciso di portarlo a termine, venne sottoposta a numerose critiche a causa di questa decisione.

### L'atteggiamento delle due agenzie spaziali

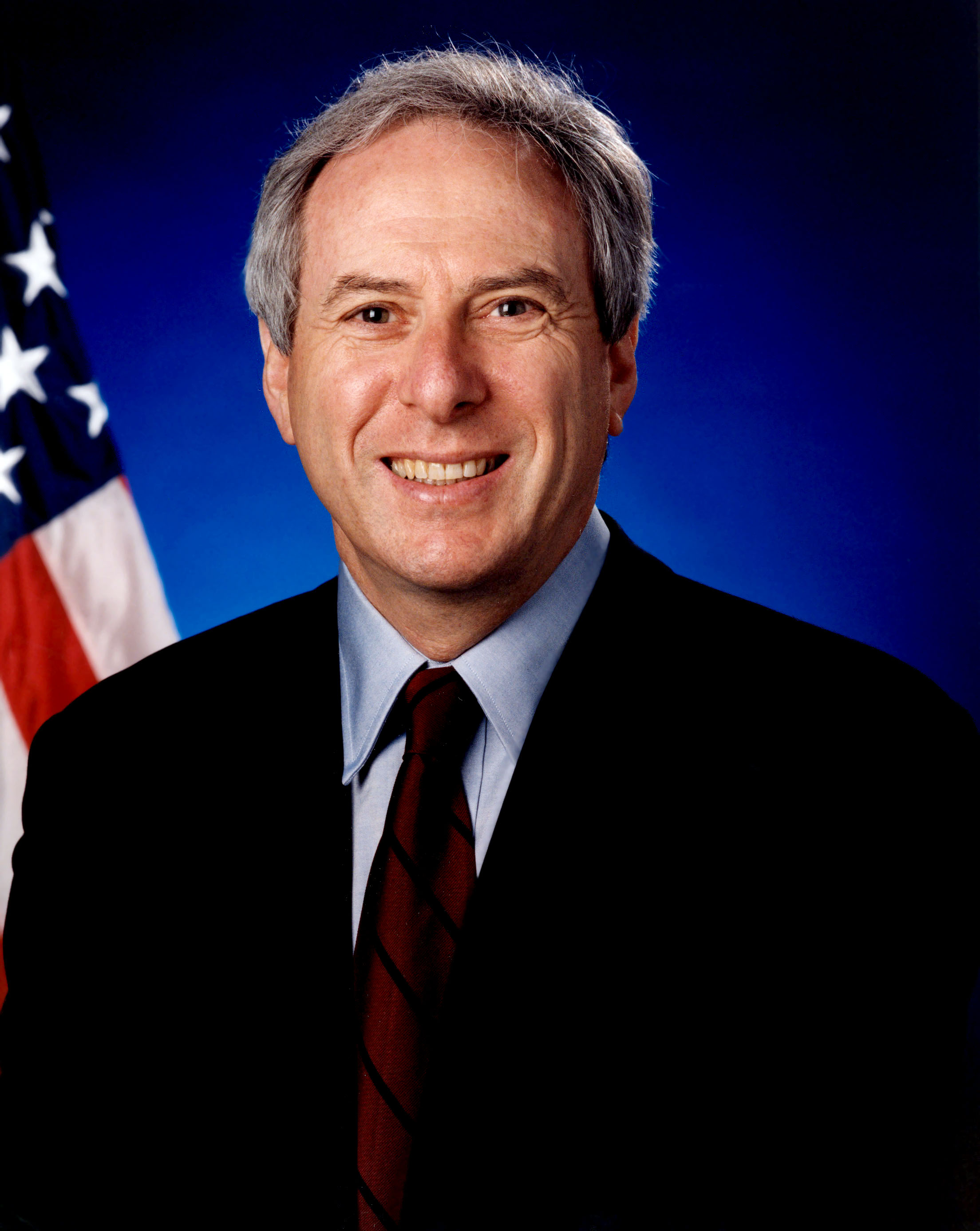
Daniel Goldin, amministratore della NASA durante il programma.

Gli astronauti furono anche preoccupati dagli atteggiamenti della NASA e dell'agenzia spaziale russa. A causa dei problemi finanziari russi, al centro di controllo missione in molti consideravano più importante l'hardware e il mantenimento della Mir delle vite dei cosmonauti a bordo. Inoltre gli astronauti statunitensi avevano un approccio alla missione diverso dai loro colleghi russi. I primi, in seguito all'esperienza Skylab, avevano un piano di volo più flessibile e adattabile alle esigenze dell'equipaggio, i secondi dovevano sottostare a rigidi programmi e ad una ferrea disciplina. A seguito di questo, i russi, accusarono gli statunitensi di aver fatto perdere del tempo di lavoro.
In seguito ai due incidenti del 1997, l'astronauta Jerry Linenger ebbe, in aggiunta, la sensazione che le autorità russe tentarono di insabbiare gli eventi per minimizzarli, temendo che gli statunitensi si ritirassero dalla partnership del programma. Da ciò ne derivò l'impressione che gli Stati Uniti non fossero considerati partner operativi a bordo della stazione, ma piuttosto degli "ospiti". Infatti, lo staff della NASA venne a conoscenza dell'incendio e della collisione solo dopo diverse ore dagli eventi e si ritrovarono tagliati fuori dai processi decisionali. Essi vennero coinvolti soltanto quando si attribuirono la colpa dell'accaduto. I controllori di missione russi erano intenzionati ad addossare la colpa interamente su Vasyl' Cyblijev, e fu solo dopo diverse pressioni della NASA che le cose cambiarono.
Anche la NASA stessa non fu esente da problemi durante la Phase One, in vari momenti del programma i manager e il personale si ritrovarono con risorse limitate, in particolare quando si stava attrezzando la Phase Two. Dei dibattiti vennero sollevati dal comportamento del Flight Crew Operations Directorate George Abbey, incaricato di assegnare gli equipaggi alle missioni, accusato di selezionare gli astronauti in base a motivi personali e non per le capacità. Gli astronauti ebbero l'impressione che in questo modo fu impedito a molti elementi validi di volare nei ruoli per i quali erano adatti, e che questo ebbe conseguenze sull'intero programma.

### I problemi finanziari russi
Un'altra area di controversie significative sul programma era rappresentata dallo stato finanziario del programma spaziale russo. Dalla caduta dell'Unione Sovietica avvenuta qualche anno prima, l'economia della Russia era in graduale collasso e il budget per l'esplorazione spaziale era stato ridotto dell'80% circa. Prima e dopo la Phase One, una grande quantità di finanziamenti per lo spazio provennero dai voli di astronauti europei e di altre nazioni, tra cui un'emittente televisiva giapponese che pagò 9,5 milioni per avere uno dei suoi giornalisti, Toyohiro Akiyama, a bordo della Mir. Dall'inizio della Phase One il problema si aggravò a tal punto che vennero regolarmente prolungate le missioni dei cosmonauti per risparmiare sul lancio delle navette. Fu anche ipotizzata la possibilità che la stazione Mir venisse venduta per 500 milioni di dollari.
I critici sostennero che il contratto della NASA con la Russia per 325 milioni di dollari fu la sola risorsa che permise la sopravvivenza del programma spaziale russo. Anche gli astronauti che si addestravano presso la Città delle Stelle furono di questa idea. I problemi divennero lampanti quando fu rivelato dalla ABC che esisteva la possibilità di un'appropriazione indebita delle finanze americane da parte della autorità russe per costruire una serie di abitazioni per i cosmonauti a Mosca, in cui si sospettò un coinvolgimento della mafia russa. L'amministratore della NASA, Goldin, fu invitato durante un programma televisivo a esprimersi a proposito, ma preferì rifiutarsi. L'ufficio della NASA per gli affari esteri è stato citato per aver affermato che "ciò che la Russia fa con i propri soldi è affare loro".

## Riassunto missioni
| Patch missione | Nome missione      | Data                   | Equipaggio verso la Mir                              | Equipaggio di ritorno dalla Mir                      | Note |
| -------------- | ------------------ | ---------------------- | ---------------------------------------------------- | ---------------------------------------------------- | --- |
|                | STS-60 (Discovery) | Febbraio 1994          | -                                                    | -                                                    | Primo cosmonauta russo a bordo di uno Shuttle statunitense (Sergej Krikalëv). |
|                | STS-63 (Discovery) | Febbraio 1995          | -                                                    | -                                                    | Primo rendezvous dello shuttle con la stazione spaziale russa MIR, fino a una distanza di circa 13 metri, ma senza che sia avvenuto un aggancio.                                                              |
|                | Soyuz TM-21        | Marzo-Settembre 1995   | Vladimir Dežurov, Gennadij Strekalov, Norman Thagard | Nikolaj Budarin, Anatolij Solov'ëv                   | Primo astronauta statunitense sulla MIR (Norman Thagard) lanciato insieme ai cosmonauti russi per una missione di 115 giorni sulla Mir.                                                                       |
|                | STS-71 (Atlantis)  | Giugno-luglio 1995     | Nikolaj Budarin, Anatolij Solov'ëv                   | Vladimir Dežurov, Gennadij Strekalov, Norman Thagard | Primo aggancio avvenuto tra uno Shuttle e la MIR. Portati rifornimenti e nuovo personale di bordo. |
|                | STS-74 (Atlantis)  | Novembre 1995          | -                                                    | -                                                    | Aggancio alla Mir, Primo volo di assemblaggio per portare sulla stazione un modulo con due pannelli solari realizzato in Russia ma finanziato dagli Stati Uniti.                                              |
|                | STS-76 (Atlantis)  | Marzo 1996             | Shannon Lucid                                        | -                                                    | Con Shannon Lucid inizia la presenza continuativa statunitense a bordo della stazione. |
|                | STS-79 (Atlantis)  | Settembre 1996         | John Blaha                                           | Shannon Lucid                                        | Avvicendamento degli astronauti statunitensi. |
|                | STS-81 (Atlantis)  | Gennaio 1997           | Jerry Linenger                                       | John Blaha                                           | Avvicendamento degli astronauti statunitensi. |
|                | STS-84 (Atlantis)  | Maggio 1997            | Michael Foale                                        | Jerry Linenger                                       | Avvicendamento degli astronauti statunitensi. |
|                | STS-86 (Atlantis)  | Settembre-ottobre 1997 | David Wolf                                           | Michael Foale                                        | L'astronauta Scott Parazynski e il cosmonauta Vladimir Titov effettuano una passeggiata spaziale congiunta. Per la prima volta un cosmonauta russo utilizza una tuta spaziale statunitense.                   |
|                | STS-89 (Endeavour) | Gennaio 1998           | Andrew Thomas, Saližan Šaripov                       | David Wolf                                           | Avvicendamento degli astronauti statunitensi e trasporto del cosmonauta Šaripov. Thomas, durante la permanenza sulla Mir, studierà meteorologia, biochimica oceanica e l'adattamento umano alla microgravità. |
|                | STS-91 (Discovery) | Giugno 1998            | -                                                    | Andrew Thomas                                        | Ultima missione del programma congiunto riporta a terra Andrew Thomas. |